# 902 Пробітас
902 Пробітас (902 Probitas) — астероїд головного поясу, відкритий 3 вересня 1918 року.
Тіссеранів параметр щодо Юпітера — 3,468.